# L'Aveu
L'Aveu (en francès, La confessió) és una pel·lícula d'intriga política franco-italiana dirigida el 1970 per Costa-Gavras. Es tracta de l'adaptació de L'aveu, dans l'engrenage du procès de Prague del dissident txec Artur London, una de les víctimes del procès Slánský. No va poder ser estrenada a Praga fins al 1990.

## Argument
Praga, 1951. Artur Ludvik, un alt funcionari del règim comunista txecoslovac, va ser acusat d'espiar a favor dels Estats Units. És sotmès a tota mena de vexacions per tal d'extreure'n confessions de crims que no va cometre. És destrossat per la tortura i la privació: se li impedeix dormir, menjar i és obligat a caminar contínuament durant el seu interrogatori. Finalment acaba per admetre davant del tribunal delictes que no va cometre, recitant un text de confessió que els seus torturadors li van fer aprendre de memòria. En particular, volem obligar-lo declarar-se partidari del líder comunista iugoslau Tito o de Trotski, tots dos enemics notoris de Stalin.
Després de la seva rehabilitació el 1956, Artur va emigrar a França i, si bé va condemnar l'estalinisme, es va mantenir fidel a l'ideal comunista de la seva joventut. Però s'adona que, fins i tot després de la mort de Stalin, l'URSS i les democràcies populars no són tan lliures com imaginava i volia. Torna a Txecoslovàquia amb motiu de la primavera de Praga, però el mateix dia de la seva arribada la invasió del país per part de les forces del Pacte de Varsòvia.

## Repartiment
- Yves Montand – Artur Ludvik
- Simone Signoret – Lise Ludvik
- Michel Vitold – Smola
- Gabriele Ferzetti – Kohoutek
- Jean Bouise
- Marcel Cuvelier
- Gérard Darrieu
- Gilles Segal
- Henri Marteau
- Jean Lescot
- Michel Beaune
- Jacques Rispal
- Michel Robin
- Georges Aubert
- Marc Bonseignour
- Thierry Bosc
- André Cellier
- Monique Chaumette
- Marc Eyraud
- Jean-François Gobbi
- Maurice Jacquemont
- William Jacques
- Guy Mairesse
- François Marthouret
- Umberto Raho
- Laszlo Szabo
- Antoine Vitez

## Producció
Després de l'edició de la pel·lícula Z, durant el sopar de Nadal, Claude Lanzmann va parlar Costa-Gavras sobre Lise i Artur London, exviceministre d'Afers Exteriors de Txecoslovàquia, un dels tres supervivents dels processos de Praga. Aquests judicis, coneguts pel nom del principal acusat, Rudolf Slánský, secretari general del Partit Comunista de Txecoslovàquia, es van celebrar el 1952.
Molts intel·lectuals de la seva generació es van entusiasmar amb el comunisme perquè els va semblar que obria perspectives meravelloses, fins que a poc a poc es va prendre consciència de la situació.
Yves Montand, un antic company de viatge del PCF, també es va unir al projecte i el finançament va arribar gràcies a l'èxit de Z.

Costa-Gavras explicarà més endavant que va ser sotmès a moltes pressions, diversos tècnics o actors de la pel·lícula demanant-li que no la fes: 
| « | A l'escenari, les relacions amb l'URSS o el PC van constituir un debat permanent. Als equips de rodatge hi havia tècnics comunistes. Molts bons nois, però tan aviat com es van publicarr notícies internacionals o socials, ens vam convertir en enemics del proletariat! | » |

El rodatge va tenir lloc en una continuïtat propera a l'acció. Yves Montand va perdre disset quilos, per tal de mostrar clarament a la pantalla els efectes produïts pels maltractaments que va patir l'acusat en aquest judici falsejat. En particular va dir: 
| « | En el que vaig imposar [per a aquest paper] hi havia alguna cosa d'un acte d'expiació. | » |

## Acollida
Amb aquesta pel·lícula, Costa-Gavras fou acusat d'atacar l'esquerra, després d'haver estat acusat d'haver atacat la dreta amb la pel·lícula Z. Costa-Gavras va respondre que només volia denunciar els totalitarismes.
El diari L'Humanité va publicar una crítica incendiària de la pel·lícula. Nogensmenys, L'Aveu, fou estrenada l'abril de 1970 va tenir un èxit considerable i es va convertir en un autèntic fenomen polític i cultural. La pel·lícula va aplegar a França més de dos milions d'espectadors.

## Reconeixements
El 1971 fou nominada al Globus d'Or a la millor pel·lícula de parla no anglesa. Tambe fou nominada als United Nations Awards dels Premis BAFTA de 1971. També va rebre el premi a la millor pel·lícula estrangera en la 15a edició dels Premis Sant Jordi de Cinematografia.